# Eriovixia cavaleriei
Eriovixia cavaleriei là một loài nhện trong họ Araneidae.
Loài này thuộc chi Eriovixia. Eriovixia cavaleriei được Ehrenfried Schenkel-Haas miêu tả năm 1963.